# Jean-Louis Brian
Pour les articles homonymes, voir Brian.
Jean-Louis Brian, né à Avignon (Vaucluse) le 21 novembre 1805 et mort à Paris 18e le 14 janvier 1864, est un sculpteur français.

## Biographie
Élève de David d'Angers, Jean-Louis Brian remporte, conjointement avec François Jouffroy, le premier grand prix de Rome de sculpture en 1832 pour sa statue Capanée foudroyé sous les murs de Thèbes.

## Élèves
- Jean-Joseph Aousten

## Œuvres dans les collections publiques

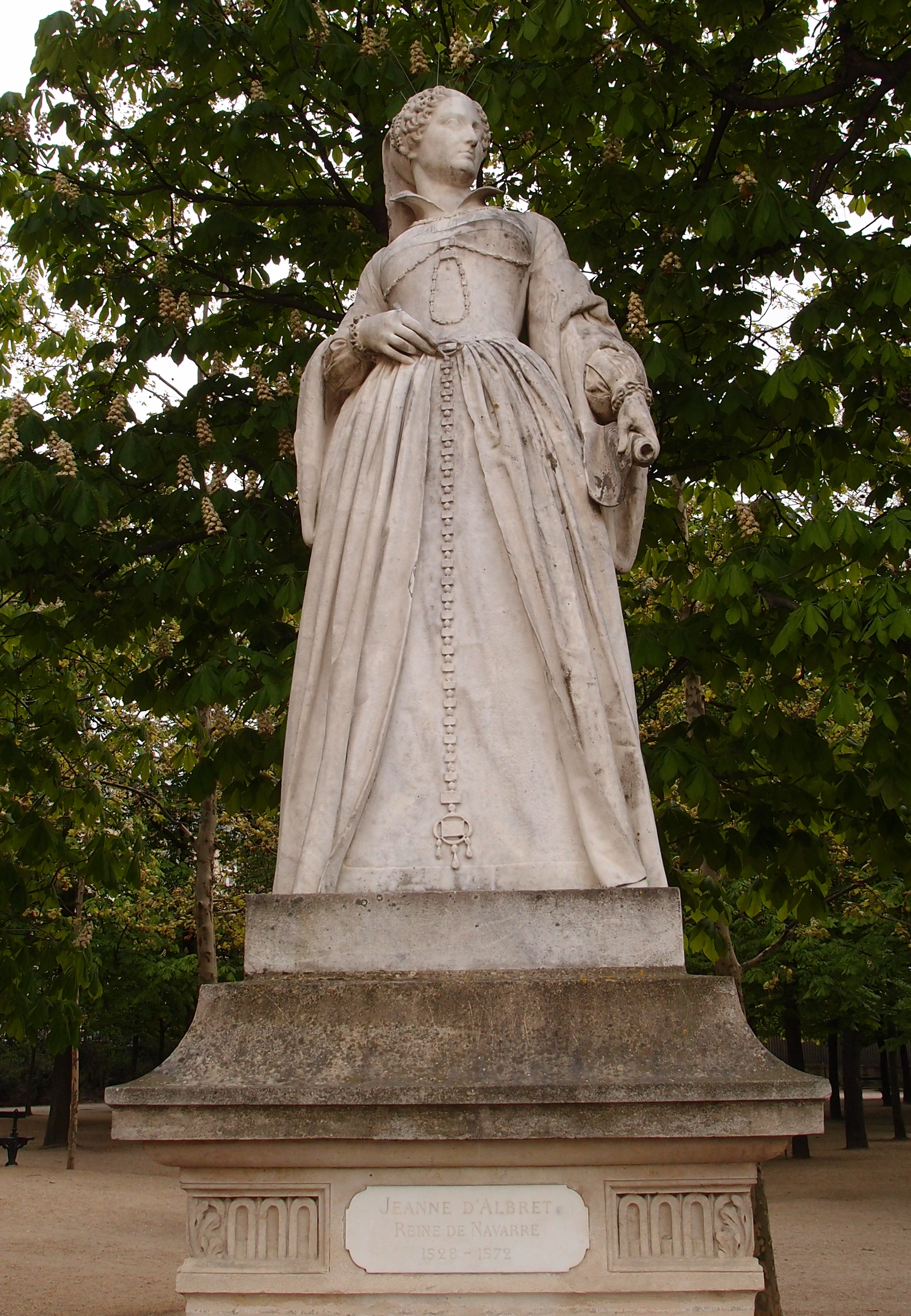
Jeanne d'Albret (1848), Paris, jardin du Luxembourg.

- Les Andelys : Nicolas Poussin, statue en bronze, fondue en 1942 sous le régime de Vichy, dans le cadre de la mobilisation des métaux non ferreux.
- Paris :
  - église Saint-Vincent-de-Paul, façade : Saint Marc, statue en pierre.
  - jardin du Luxembourg : Jeanne d'Albret, 1848, statue en pierre.
  - palais du Louvre, façade du pavillon Daru : Cariatide, pierre, au niveau du fronton[4].
- Versailles, châteaux de Versailles et de Trianon :
  - Pierre Marie Baillot, violoniste (1772-1842), buste en hermès, marbre ;
  - Romain Joseph Desfossés, amiral (1798-1864), buste en marbre ;
  - Léon Strozzi, prieur de Capoue, général des galères (1515-1554), 1840, buste en plâtre.
- Avignon, musée Calvet : 
  - Faune debout regardant sa queue, statue en marbre, 1840
  - Mercure, statue en plâtre, 1836